# Codonanthe chiricana
Codonanthe chiricana är en tvåhjärtbladig växtart som beskrevs av Wiehler. Codonanthe chiricana ingår i släktet Codonanthe och familjen Gesneriaceae. Inga underarter finns listade i Catalogue of Life.